# Charles Wagner
Pour les articles homonymes, voir Charles Wagner (homonymie) et Wagner.
Charles Wagner (Vibersviller, 4 janvier 1852 – Neuilly-sur-Seine, 12 mai 1918), est un pasteur libéral français.

## Biographie
Charles Wagner est né le 4 janvier 1852 à Vibersviller, à l'époque dans la Meurthe, dans une famille de pasteurs luthériens. En 1854, la famille Wagner s’installe à Tieffenbach en Alsace. Son enfance rurale sans contraintes fut attristée par la mort de son père en 1859 et l’enfant, élevé par sa mère et son grand-père pasteur, partagea la rude vie des paysans alsaciens à Ottwiller.
Il fit ses études à la Faculté de théologie protestante de Paris et à la Faculté de théologie protestante de Strasbourg, où il rencontra son épouse. Après son diplôme, il passa quelques mois en Allemagne, à Göttingen et Heidelberg, avant de rentrer prendre son premier poste pastoral à Barr, en Alsace. Après quatre années à Remiremont, dans les Vosges, Charles Wagner accepta en 1883 un ministère proposé par le Comité libéral auprès des familles protestantes libérales parisiennes.
Il décide rapidement de créer sa propre paroisse et commence en utilisant une des pièces de son appartement comme temple. Ses premiers paroissiens sont un mélange d’intellectuels (l’éditeur Fischbacher, le directeur de l’École alsacienne, etc.) et d’ouvriers des faubourgs et de Paris. Peu à peu son audience croît, et son cercle de relations et d’amis, Tommy Fallot, Raoul Allier, Philippe Jalabert, Étienne Coquerel, Théodore Monod, s’élargit. Sa théologie moderne et indépendante l’éloigne de toutes les orthodoxies : « Je ne suis ni protestant, ni catholique, ni juif, mais un peu tout cela à la fois, non en sceptique qui rit de tout, mais en croyant qui croit plus que ce que contiennent les formules. »
Poète depuis sa jeunesse, et orateur renommé, il commence sa carrière littéraire en 1890 avec Justice qui connut de modestes débuts en France. Mais ce furent surtout Jeunesse (1892) et La vie simple (1895) qui le firent connaître à un large public et hors des frontières françaises. Puis viennent L’évangile et la vie (1896), Auprès du foyer (1896) et en 1897 Sois un homme. La maladie, puis la mort de son fils en 1899 lui inspirent L’Ami, paru en 1902, ouvrage de réconfort dans l'épreuve, d'enseignements humains et fruit parfois poétique d'une grande sagesse. Le lendemain de la mort de son fils, il lui écrit, dans son Journal : « Tu vivras dans le cœur de ton père et dans sa voix. Désormais, tu monteras en chaire avec lui, et ; avec lui, tu iras chez ceux qui souffrent et pleurent. Je ne consentirai pas à ta mort ; ce serait consentir à ce que Dieu ne veut pas, car il ne veut qu’aucun de ces petits ne périsse. »
De 1900 à 1906, Charles Wagner redouble d’activité pastorale et associative. La Ligue de l’enseignement, la Ligue d’éducation morale, les Universités populaires, l’École d’assistance aux malades de la rue Amyot font appel à lui aide, comme plus tard la Sorbonne et même l’Instruction publique, lorsqu'à la demande de Ferdinand Buisson il contribue au Manuel général de l’instruction primaire. Avec ce dernier, il écrivit d’ailleurs en 1903 Libre pensée et protestantisme libéral pour expliquer sa théologie, et la contextualiser par rapport aux idées contemporaines.
C’est en 1904, qu’à la demande du président Theodore Roosevelt qui avait lu une traduction de La vie simple, que Charles Wagner s’embarque pour une tournée aux États-Unis ; il y restera deux mois et en tirera un livre Vers le cœur de l’Amérique qui décrit son expérience. Avant son départ, il fut reçu à la Maison-Blanche et Théodore Roosevelt déclara : « S’il y a un livre que je souhaite voir lire par notre peuple entier, c’est La vie simple de Charles Wagner. »

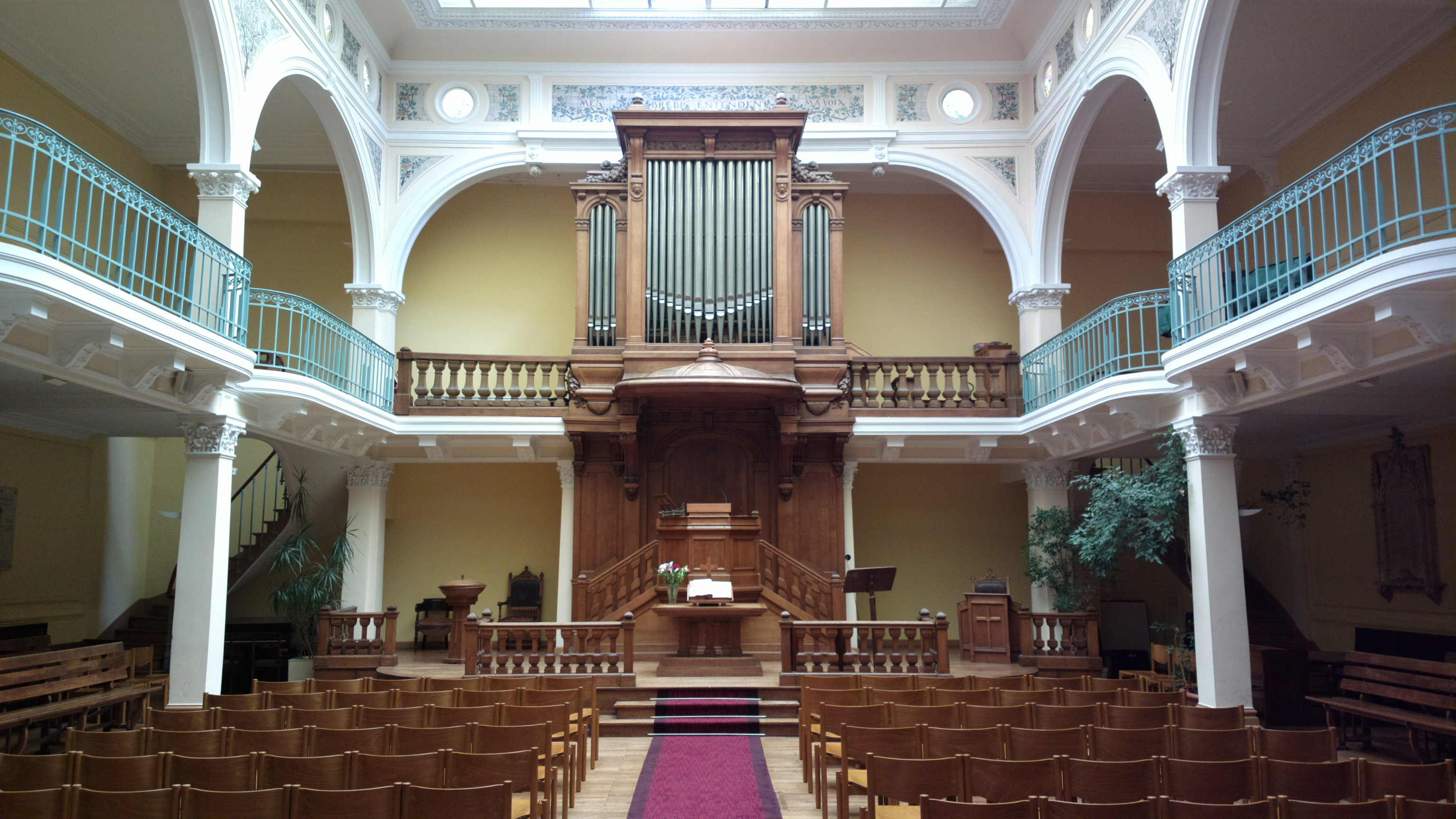
Temple protestant du Foyer de l'Âme, à Paris

C’est avec les bénéfices de sa collecte de fonds lors de cette tournée américaine que Charles Wagner pourra financer la construction du Foyer de l’Âme, la paroisse libérale indépendante dont il caressait le projet depuis longtemps.
En France, qui vit les tribulations de la séparation entre l’Église et l’État, Charles Wagner déploie toutes ses énergies pour éviter les schismes entre églises protestantes. Comme ses amis Élie Gounelle ou Wilfred Monod, Charles Wagner ne veut pas accepter la division qui affaiblit l’Église Réformée depuis les années 1850. À l’assemblée de Jarnac, en 1906, il prie les réformés de ne pas céder aux démons de la désunion. Son discours resta sans effets. La désunion consommée, il finira par rejoindre le synode libéral en 1916.
Le dimanche 26 novembre 1911, le pasteur Wagner invite au « Foyer de l'Âme » Abdu'l-Baha Abbas, chef persan de la foi baha'ie et promoteur d'une religion universelle.
Le pasteur Charles Wagner meurt le 12 mai 1918 à Neuilly-sur-Seine et est inhumé au cimetière du Père-Lachaise (68e division).

## Postérité
En 1925, la partie de la rue Daval dans le 11e arrondissement de Paris face au temple protestant du Foyer de l'Âme est rebaptisée rue du Pasteur-Wagner.

## Œuvre
La plupart des ouvrages de Charles Wagner sont aujourd'hui épuisés, mais les éditions Ampelos ont entrepris, depuis 2006, une réédition des titres principaux.
- Justice, Huit discours (1889)
- Sois un Homme, (causeries sur la conduite de la vie) (1889) (OCLC 458814043)
- Vaillance (1893)
- Jeunesse (1895) (couronné par l’Académie française)
- La Vie Simple (1895)
- L’Évangile et la Vie (1896) Éditions Ampelos
- Le long du chemin (1896) (OCLC 9139153)
- Auprès du Foyer (1898)
- L’Âme des choses (1901)
- L’Ami, dialogues intérieurs (1902) Réédition Théolib  Paris 2009  (ISBN 978-2-36500-026-0)
- Libre pensée et protestantisme libéral (avec Ferdinand Buisson) (1903) réédition Théolib  (ISBN 978-2-36500-021-5)
- Histoires et farciboles, pour les enfants (1904) (OCLC 458813951)
- Cinq discours religieux (1905) (OCLC 718216102)
- Discours séparés (1905) (sermons)
  - « L'idée laïque »
  - « Suis-moi! »
  - « Ceux qu'on oublie »
  - « Les sarcleurs »
  - « Pentecôte »
  - « Le juste vivra de sa foi »
  - « Les deux esprits »
  - « La marche à la vie »
  - « Le sel qui perd sa saveur »
  - « Inauguration de foyer de l'âme »
- Vers le cœur de l’Amérique (1906)
- Pour les petits et les grands (1907) (OCLC 458814034)
- En écoutant le maître (1910) (OCLC 494650620)
- Par le sourire (1910)
- Ce qu'il faudra toujours (1911)
- À travers le prisme du temps (1912) (OCLC 458813887)
- N’oublie pas! (1913) (OCLC 68823471)
- Le Bon Samaritain (1914)
- Missive d'un aîné (1916) (OCLC 458814011)
- Vive la France, par Charles Wagner (1916) (OCLC 458814088)
- Glaive à deux tranchants (1917)
- Devant le témoin invisible (1933) (compilation)